# Кирсанова, Клавдия Ивановна
Клавдия Ивановна Кирсанова (1887—1947) — советский партийный и государственный деятель.

## Биография
Родилась 16 марта (28 марта по новому стилю) 1887 года в селе Кулебаки Нижегородской губернии в семье служащего Кулебакского горного завода.
Училась в гимназии, откуда была исключена за участие в революционном движении. Член РСДРП с 1904 года. В 1903—1907 годах вела партийную работу в Пермской организации РСДРП. Была участницей декабрьского вооруженного восстания 1905 года в Мотовилихе. Неоднократно арестовывалась, провела 11 лет в тюрьмах, на каторге и в ссылке. В Якутской ссылке стала женой большевика Емельяна Ярославского.
После Октябрьской революции Кирсанова работала председателем Совета в городе Надеждинске (ныне Серов). Затем была председателем Военного Совета Верхотурского округа, членом Военной коллегии 3-й армии Восточного фронта. С 1918 года — секретарь Хамовнического райкома РКП(б) Москвы. Была делегатом VIII съезда РКП(б). С осени 1919 года она возглавляла политотдел Пермского губернского военкомата. С сентября 1920 года была секретарём Омского горкома партии. В 1922—1924 годах заместитель ректора Коммунистического университета имени Я.М. Свердлова в Москве.
В 1938 года Клавдия Ивановна возглавляла отдел вузов Всесоюзного комитета по делам высшей школы при СНК СССР. С 1941 года была лектором агитационно-пропагандистского отдела ЦК ВКП(б). В годы Великой Отечественной войны выступала на фронте перед бойцами с лекциями и докладами. С 1945 года вела работу в Международной демократической федерации женщин, являлась членом президиума Антифашистского комитета советских женщин.
Умерла 10 октября 1947 года в Москве. Похоронена на Новодевичьем кладбище.
Была награждена орденами Ленина (1933) и Красной Звезды.

### Семья
- Дочь — Ярославская (Губельман) Марианна (1915—2003), скульптор; была женой кинооператора Романа Кармена, затем женой полпреда СССР в Испании Марселя Розенберга (1896—1938).
  - Внук — Роман Кармен (1933—2013), режиссёр, оператор.
- Сын — Ярославский Владимир Емельянович (1922—1947), лётчик-истребитель, участник Великой Отечественной войны.
- Сын — Ярославский Фрунзе Емельянович (1924—1983), лётчик-истребитель, участник Великой Отечественной войны. Генерал-майор авиации.
  - Внук — Ярославский Александр Фрунзевич (1949—1979), корреспондент.

С 1927 года в семье Ярославских воспитывались дети болгарских коммунистов Александра (один из руководителей Ломской коммуны, расстрелян в 1923 году) и Георгицы Карастояновой: Л.А. Карастоянова - известная журналистка и участник Великой Отечественной войны, Лена Александровна Карастоянова и Александр Александрович Карастоянов (родился в заключении в 1923 году). А.А. Каростоянов по протекции маршала С.М.Буденного в 15 лет поступил в Тамбовское кавалерийское училище, которое окончил в апреле 1941 г. в 18 лет (из выпуска в живых осталось 4 человека), участник Великой Отечественной войны, автор автобиографической повести "С Красными эскадронами", службу проходил: 63 запасной кавалерийский полк (Западный особый военный округ), 2 учебной кавалерийской бригаде, 61 кавалерийской дивизии, 33 гв. кавалерийский полк 8 гв. кавалерийской дивизии (6 гв. кавалерийский корпус)

## Память
- В городе Навашино её именем названа одна из улиц.[9]
- Также в Навашино создан мемориальный комплекс «Домик Кирсановой», включающий в себя дом, в котором жила известная революционерка, где проходили революционные маевки трудящихся, а также обелиск, установленный в 1924 году. Мемориальный комплекс взят под охрану в 1983 году.[10]